# Nogent-sur-Marne

Nogent-sur-Marne en la Petite Couronne.

Nogent-sur-Marne es una comuna francesa, situada en el departamento de Valle del Marne y la región de Isla de Francia.  Es uno de los 47 municipios de este departamento. Su gentilicio francés es Nogentais.

## Demografía
| 1 198 | 1 256 | 1 004 | 1 170 | 1 828 | 1 496 | 1 996 | 2 104 | 2 551 | 3 563 | 4 976 | 6 264 | 7 559 | 9 491 | 12 972 | 8 399 | 9 413 | 10 586 | 11 721 | 14 051 | 17 464 | 19 765 | 21 324 | 21 056 | 21 547 | 23 581 | 24 501 | 26 238 | 25 634 | 24 630 | 25 248 | 28 191 | 30 912 |
| Para los censos de 1962 a 1999 la población legal corresponde a la población sin duplicidades (Fuente: INSEE [Consultar]) |       |       |       |       |       |       |       |       |       |       |       |       |       |        |       |       |        |        |        |        |        |        |        |        |        |        |        |        |        |        |        |        |